# 4-氯苯基叠氮化物
4-氯苯基叠氮化物是一种有机化合物，化学式为C6H4ClN3。它可由4-氯苯胺重氮化后和叠氮化钠反应制得。在钯催化下，它可以被硼氢化钠还原为4-氯苯胺。它可用于合成1-(4-氯苯基)-1,2,3-三唑类化合物。